# Reds
Reds ist ein Film aus dem Jahr 1981 mit Warren Beatty und Diane Keaton in den Hauptrollen. Er erzählt frei die Lebensgeschichte des Kommunisten John Reed, der als einer von wenigen US-Amerikanern im Moskauer Kreml begraben liegt. Im deutschen Fernsehen lief er auch unter dem Titel Reds – Ein Mann kämpft für Gerechtigkeit.

## Handlung
Warren Beatty spielt den Autor John Reed, der neben seiner journalistischen Tätigkeit auch aktiv am Aufbau sozialistischer Parteistrukturen in den USA (während und nach dem Ersten Weltkrieg) beteiligt ist. Die Schriftstellerin Louise Bryant, die damals noch verheiratet ist, trifft 1915 Reed das erste Mal. Der sozialradikale Journalist Reed hat eine Vorlesung in Portland, Oregon, gehalten und sie ist von seinem Idealismus fasziniert. Er lernt sie kennen und beide gehen eine wechselvolle Beziehung ein.
Bryant möchte auch dem High-Society-Leben entfliehen, das sie langweilt. Bryant verlässt schließlich ihren Mann und lebt mit Reed in Greenwich Village, New York City, wo sie die linke Aktivisten- und Künstlerszene kennenlernt. Sie trifft auch die Anarchistin und Autorin Emma Goldman und Eugene O’Neill. Später ziehen sie nach Provincetown, Massachusetts, um sich auf das Schreiben zu konzentrieren. Bryant wird Feministin. Reed beteiligt sich an Streiks und Protesten der Communist Labor Party of America – einer Vorläuferpartei der Kommunistischen Partei der USA. Bryant beginnt eine komplizierte Affäre mit O’Neill, während Reed beim Konvent der Demokraten 1916 weilt. Als Reed zurückkehrt, kämpft er um Bryant und beide heiraten und ziehen nach Croton-on-Hudson, nördlich von New York City. Doch die Beziehung ist schwierig und Reed geht alleine nach Europa, um dort als Korrespondent zu arbeiten.
In Russland treffen sich Reed und Bryant wieder. Sie erleben zusammen auch die Tage der bolschewistischen Revolution in Petrograd mit. Nach diesem Aufenthalt schreibt Reed das Buch, mit dem er berühmt wird: Zehn Tage, die die Welt erschütterten.
Reed versucht, den Geist der Revolution in die USA zu bringen, ist aber auch von der Politik der Bolschewisten unter Grigori Jewsejewitsch Sinowjew enttäuscht. Nach einer kurzen Verhaftung in Finnland kehrt er nach Russland zurück, wo er Bryant wiedertrifft. Er stirbt an einem Nierenleiden.
Die Handlung des Films wird immer wieder unterbrochen durch kurze Statements von zum Zeitpunkt der Produktion noch lebenden Zeitzeugen, unter ihnen der Lehrer und Friedensaktivist Scott Nearing (1883–1983), die Schriftstellerin Dorothy Frooks (1896–1997) sowie der Reporter George Seldes (1890–1995).

## Deutsche Fassung
| Figur                 | Darsteller        | Deutscher Sprecher  |
| --------------------- | ----------------- | ------------------- |
| John „Jack“ Reed      | Warren Beatty     | Christian Brückner  |
| Louise Bryant         | Diane Keaton      | Traudel Haas        |
| Max Eastman           | Edward Herrmann   | Lutz Riedel         |
| Eugene „Gene“ O’Neill | Jack Nicholson    | Manfred Schott      |
| Louis Fraina          | Paul Sorvino      | Heinz-Theo Branding |
| Emma „E.G.“ Goldman   | Maureen Stapleton | Christine Gerlach   |
| Floyd Dell            | Max Wright        | Norbert Gescher     |
| Pete van Wherry       | Gene Hackman      | Horst Niendorf      |

## Rezeption
Reds erhielt ein sehr gutes Presseecho, was sich auch in den Auswertungen US-amerikanischer Aggregatoren widerspiegelt. So erfasst Rotten Tomatoes größtenteils positive Besprechungen und ordnet den Film dementsprechend als „Zertifiziert Frisch“ ein. Laut Metacritic fallen die Bewertungen im Mittel „Grundsätzlich Wohlwollend“ aus.

„Das aufwendige Epos verbindet die Geschichte der kommunistischen Bewegung in den USA mit der melodramatischen Love-Story zwischen dem Helden und der schönen Louise Bryant. Auf einer zusätzlichen dokumentarischen Ebene reflektiert der Film das Verhältnis von Fiktion und authentischer Erinnerung. Glänzend gespielt und inszeniert.“

Der Film gewann 1982 den Oscar für die Beste Nebendarstellerin (Stapleton), Beste Kamera und Beste Regie. Nominiert war der Film auch in den Kategorien Bester Hauptdarsteller (Beatty), Bester Nebendarsteller (Nicholson), Beste Hauptdarstellerin (Keaton), Bestes Szenenbild (Richard Sylbert), Bestes Kostümdesign, Bester Schnitt, Bester Film, Bester Ton und Bestes Originaldrehbuch. Damit ist er einer von nur 15 Filmen, die für alle Schauspieler-Oscars (Bester Haupt- und Nebendarsteller, Beste Haupt- und Nebendarstellerin) nominiert war.
Warren Beatty gewann im Jahr 1982 für seine Regie den Golden Globe Award. Der Film erhielt außerdem Nominierungen für den Golden Globe Award für Warren Beatty als Darsteller, für Jack Nicholson, für Diane Keaton, für Maureen Stapleton, für das Drehbuch und als Bestes Drama.